# La Neuville-Vault
La Neuville-Vault è un comune francese di 183 abitanti situato nel dipartimento dell'Oise della regione dell'Alta Francia.

## Società

### Evoluzione demografica
Abitanti censiti